# Tourrettes-sur-Loup
Tourrettes-sur-Loup – miejscowość i gmina we Francji, w regionie Prowansja-Alpy-Lazurowe Wybrzeże, w departamencie Alpy Nadmorskie.
Według danych na rok 1990 gminę zamieszkiwało 3449 osób, a gęstość zaludnienia wynosiła 118 osób/km² (wśród 963 gmin regionu Prowansja-Alpy-W. Lazurowe Tourrettes-sur-Loup plasuje się na 173. miejscu pod względem liczby ludności, natomiast pod względem powierzchni na miejscu 346.).